# Ketajen
Ketajen is een bestuurslaag in het regentschap Sidoarjo van de provincie Oost-Java, Indonesië. Ketajen telt 8503 inwoners (volkstelling 2010).